# 夏川愛実
夏川 愛実（なつかわ あみ、1999年2月1日 - ）は、日本のタレント、元アイドル。名古屋大須商店街を拠点に活躍するアイドル『OS☆U』の元メンバー（7期生）である。身長は148.0cm。OS☆Uでのイメージカラーはきみどり。愛称は「あみーご」「愛実ちゃん」「夏川さん」「あみけろ」「あみみ」など。清里千聖より東海選抜アイドルユニット『7☆3』のメンバーを引き継ぎ兼務して活躍。7☆3でのイメージカラーは赤。派生ユニットpop☆starのメンバーでもあった。2024年1月28日をもってOS☆Uを卒業し、以降はタレントとして活動している。

## 人物
- 公演では「OS☆Uのきみどり色担当、あみーごこと夏川愛実です」と自己紹介することが多い。
- ほうじ茶が好きでカフェ巡りをする。
- 趣味：ピアノ・卓球（県大会出場）（※本人曰く公式プロフィールに記載の絵画は間違い）
- 好きなアニメ：アイカツ・ドラゴンボール
- 好きな食物：ほうじ茶・チーズケーキ・ブロッコリー
- 特技：書道・卓球
- 資格：英検3級・硬筆書写技能検定3級・毛筆書写技能検定3級・普通自動車運転免許
- 小桃音まい・渡辺麻友のファンである。
- 武田玲奈・生駒里奈・川栄李奈に似ていると言われることがある。
- 「ぴえん」の反対語として「ぴえい!!!!」を使うことがある。
- 加入当時（高校生）は身長148.2cmだったが大学に入り148.0cmになったためプロフィールが修正された。
- 30歳になると「オバーご」と言われることを気にしている。[3]
- OS☆Uの4期生オーディションを中学生の時受けたが、落選して2回目の挑戦で7期生として加入した。
- 初めてのセンターは1年目の時にサタデーライブで披露した「スタートアップだっ」、ホールライブでは「ガンガンダンス」、楽曲では「胸熱リズム」であることを公表している。[4]
- SHOWROOM (ストリーミングサービス)配信では各種コスプレ（メイド・ひよこ・くま・パンダ・セーラー服など）企画を行っており視聴者アバターの色が変化するのが恒例となっている。その他にも「メイク配信」「ヘアアレンジ配信」「料理配信（ラテ・コーヒー作り）」「7:36〜スタート配信」などで人気を集めている。原則平日は7:30〜、土日祝日は8:30〜配信されることが多い。

## 来歴
プロデューサー・所属事務所代表取締役は油布賢一。
2016年
- 7月24日 - OS☆U7期生としてダイアモンドホールにてお披露目デビュー[5]
- 8月10日 - タワーレコード近鉄パッセ店にてお披露目、Twitterのアカウントを開設[6]

2017年
- 2月12日 - ブログにて第一志望の大学合格とInstagramおよびSHOWROOM開設を報告[7]
- 9月16日 - NAGOYA Reny Limitedにて、東海選抜アイドルユニット『7☆3』の2期メンバーとしてお披露目[8]

2018年
- 7月15日 - 名古屋新栄のダイアモンドホールにて、OS☆U結成メンバーである1期生、高橋萌の卒業公演の際に行われたソロ曲・写真集発売を掲げたCD予約投票結果で1位を獲得[9]
- 11月 - 名古屋市熱田区の「服部組」の広告看板にメインビジュアルとして起用される[10]

2019年
- 1月11日 - 東京オートサロン尾林ファクトリーブース出演[11]
- 8月25日 - 中京テレビ24時間テレビ 「愛は地球を救う」スペシャルLIVE（2019）出演
- 8月31日 - 愛・地球博記念公園にて開催されたシャララ万博カーニバルのメインステージで日進市立日進中学校吹奏楽部、愛知中学校・高等学校合唱部とともにシャララ吹奏楽「大空へじゃんぷ！」を披露。90名以上の演奏者の中センターポジションを務める[12][13]
- 9月3日 - 朝日新聞デジタルにて大須商店街で軽減税率PRの活動をした際にタピオカ店を訪問した様子が掲載される。[14]

2020年
- 1月 - スカパー Ch.663 アイドル専門チャンネルPigoo『名古屋のアイドルさがし「アイドルやっとる～ん」』メインMCに起用される
- 5月6日 - 第1回おうちでソロライブ配信開催[15]
- 5月19日 - 第2回おうちでソロライブ配信開催
- 5月26日 - SHOWROOM50日連続配信達成
- 6月5日 - SHOWROOM60日連続配信達成 同期の白戸遥がミスいちご2021SHOWROOMイベントに参加するため同日連続配信終了、第3回おうちでソロライブ配信開催
- 7月1日 - TiKTok初投稿
- 7月18日 - カラオケ配信初開催。①初恋サイダー (Buono!)②ガールズルール(乃木坂46)③好きだ。(Little Glee Monster)④初日(AKB48 チームB)の4曲を披露した。[16]
- 9月18日- デビューライブ4周年記念を迎える。

2023年
- 11月14日 - OS☆U公式サイトにて、2024年1月末をもってグループを卒業することが発表される[1]。

2024年
- 1月28日 - Zephyr Hallにて卒業公演『OS☆U 夏川愛実 卒業公演 〜君と描いた夢、そして未来へ〜』を開催し、OS☆Uを卒業[17][1]。卒業後はタレント活動へ移行。
- 4月5日 - ZIP-FMにて初の冠ラジオ番組『MOON TALES』が放送開始[18]。

## 出演番組

### ラジオ
いずれもZIP-FM
- MOON TALES（2024年4月5日 - 2025年3月27日）[19]
- RADIO ORBIT内「CLICK EYE」（2024年4月7日[20] - ）
- OVER VIEW（2025年4月1日 - ） - 火曜日担当[21][22]

## 参加SHOWROOMイベント
- 【OS☆U10周年記念 新規ユニットpop☆star限定】MV&衣装制作チャレンジ! 2019/8/26 - 2019/9/22
- 【一般枠】CBCテレビ音楽情報番組「メイプル超音楽」レギュラー出演オーディション! 2020/4/10 - 2020/4/19 ※イベント50万pt達成のためオリジナルアバターが配布される（デザインは同じOS☆Uメンバーの井川なつ） 2020/4/29〜
- 10周年記念！OS☆U×メ～テレ『BomberE』6ヶ月連続イベント 2020/7/17 - 2020/12